# Test dello specchio

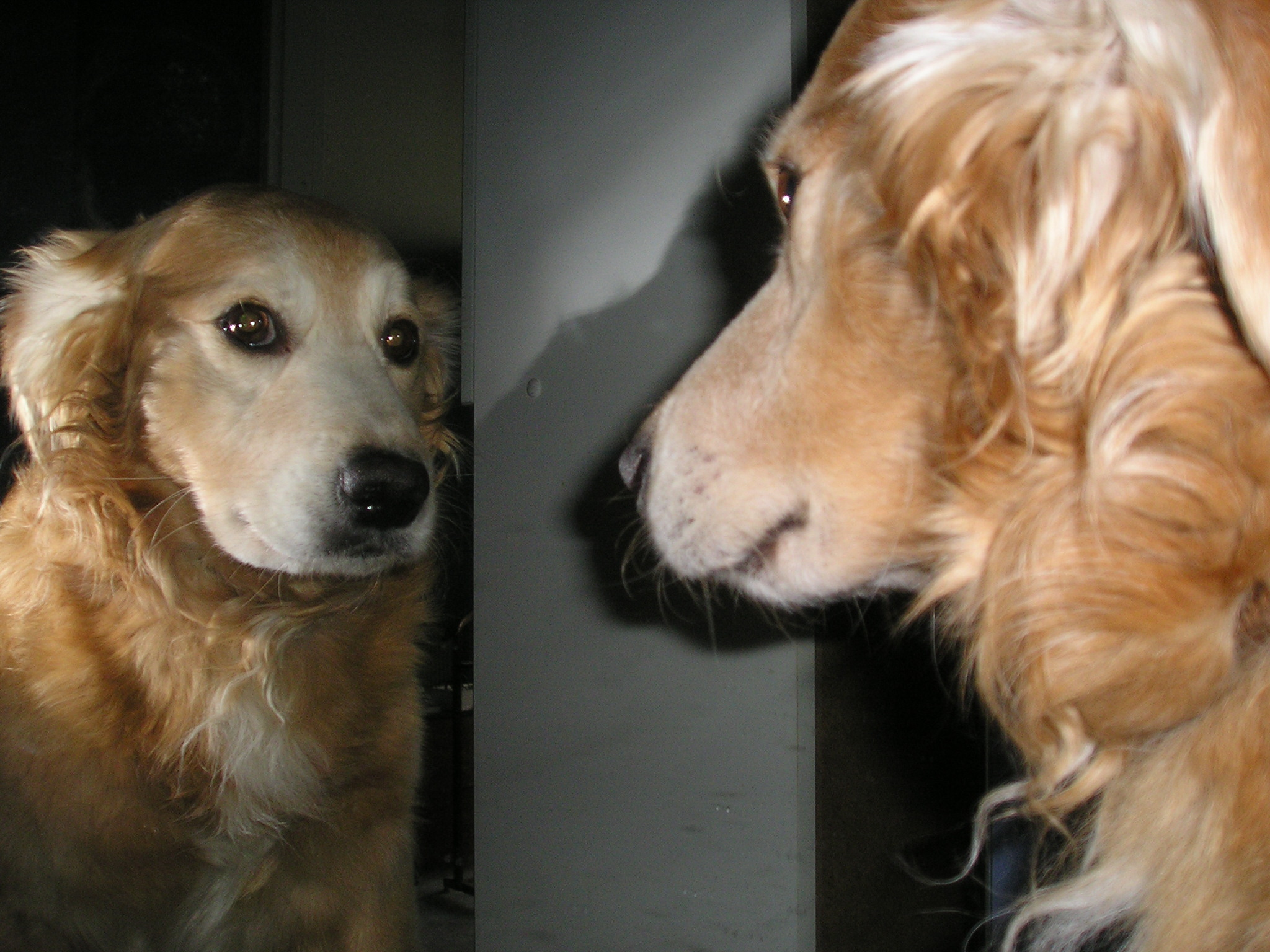
Test dello specchio su un cane

Il test dello specchio è un test della capacità di un animale di riconoscersi se posto di fronte a uno specchio. Il test è utilizzato per verificare il possesso di facoltà di autoconsapevolezza.

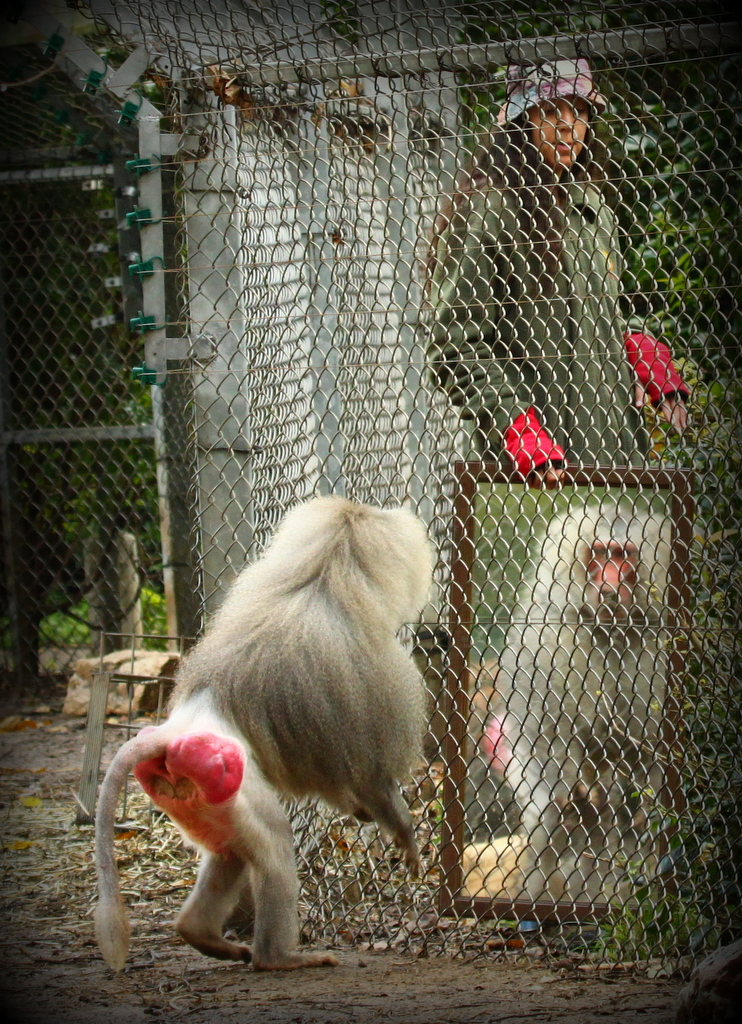
Test dello specchio in un'amadriade Papio hamadryas

## Storia
Il test fu inizialmente sviluppato da Gordon Gallup nel 1970, sulla base di osservazioni condotte da Charles Darwin, il quale, portando con sé uno specchio in visita a uno zoo, aveva osservato le reazioni di un orangutan alla propria immagine riflessa, concludendo che il significato delle espressioni facciali del primate era in qualche modo ambiguo, e poteva indicare che esso stava reagendo a ciò che percepiva come un altro individuo, oppure che stava giocando con un nuovo giocattolo, ma non che si riconoscesse.

### Il test
Gallup ricreò le condizioni descritte da Darwin utilizzando però quattro scimpanzé cresciuti in natura, che presumibilmente non erano mai entrati a contatto con degli specchi e soprattutto dando a loro la possibilità di prendere confidenza con il nuovo oggetto. All'inizio, gli scimpanzé reagirono come di fronte a un individuo estraneo, con segnali di minaccia. In seguito, cominciarono ad utilizzare le immagini riflesse nello specchio per indirizzare comportamenti di grooming verso parti del proprio corpo che non avrebbero altrimenti potuto osservare. Per approfondire queste sue osservazioni, Gallup progettò allora ulteriori esperimenti di manipolazione dell'apparenza fisica degli scimpanzé, al fine di verificare la capacità di riconoscere l'immagine percepita allo specchio come immagine di sé. Tale manipolazione era ottenuta colorando la fronte dell'animale senza che se ne accorgesse. Il test confutò la tesi di Darwin, in quanto i soggetti riconobbero la propria immagine.

## Animali che hanno superato il test

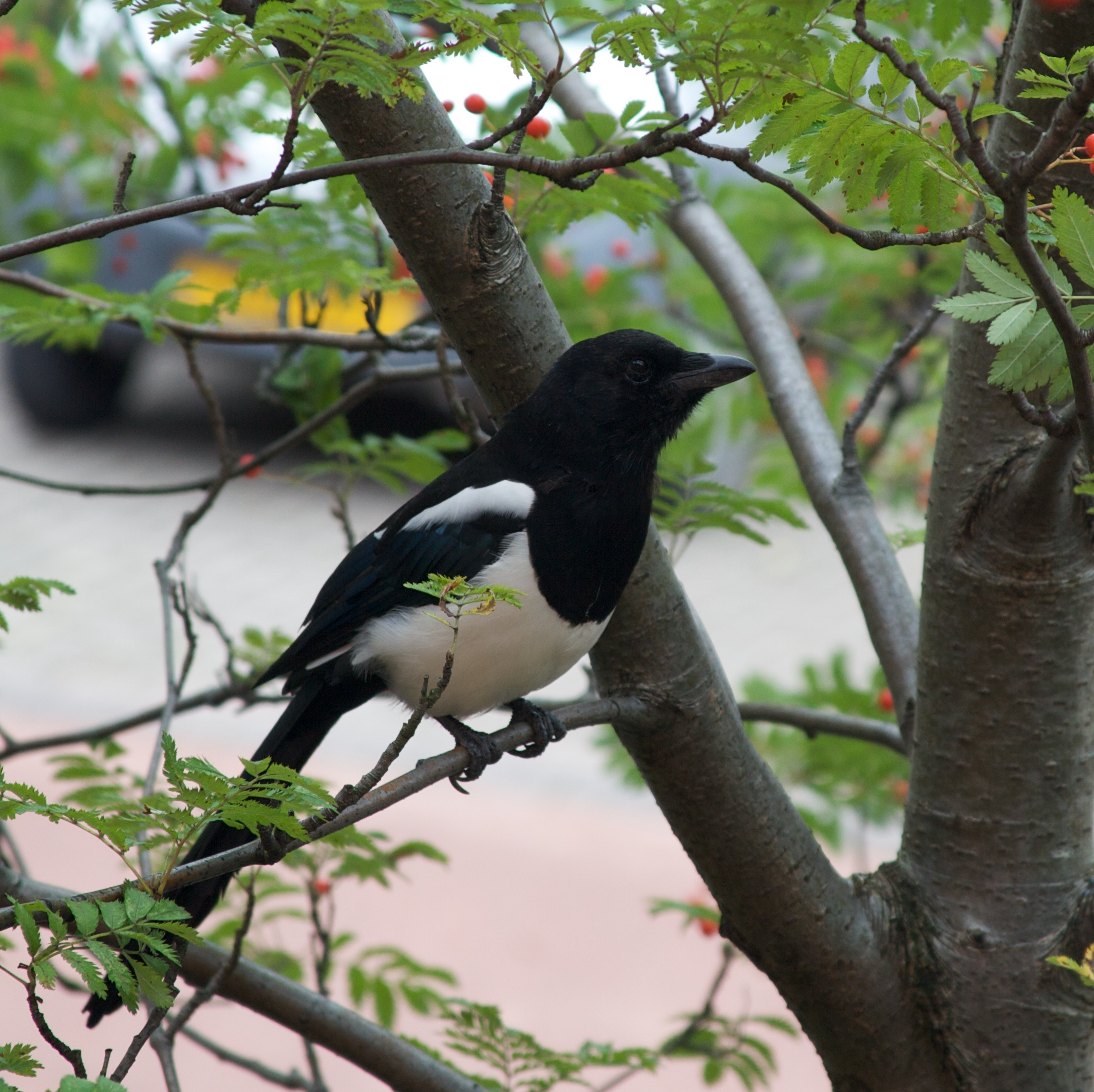
La gazza europea ha passato il test dello specchio.

Gli animali che hanno superato il test dello specchio (alcune solo in situazioni di frequente sinantropia) includono:
- Tutte le scimmie antropoidi:
  - gli esseri umani a partire dall'età di circa 18 mesi.[3][4][5]
  - Bonobo[6]
  - scimpanzé[6][7]
  - Orangutan[8]
  - Gorilla (come nel caso di Koko[9]).
- Tursiopi[10]
- Orche[11]
- Elefanti[12]
- Gazza europea[13]
- Cavallo[14]